# 과편
과편 (果-) 또는 과실편(果實-)은 한과의 일종으로서 과일과 녹말, 설탕 등으로 만드는 후식이다. 한데 과자처럼 만드는데 이때 설탕과 녹말 따위가 액체처럼 부드러운 형질을 띤다. 과일로는 살구나 모과, 오미자 등을 쓴다. 대개는 질감이 부드럽고 단 맛을 낸다. 사과나 배, 복숭아는 열을 가하면 색감이 좋지 못하고 과편에 적합치 못해서 쓰지 않는다. 녹말은 과편을 만들 때 과일과 다른 재료를 붙이는 자연 접착제 같은 기능을 한다.

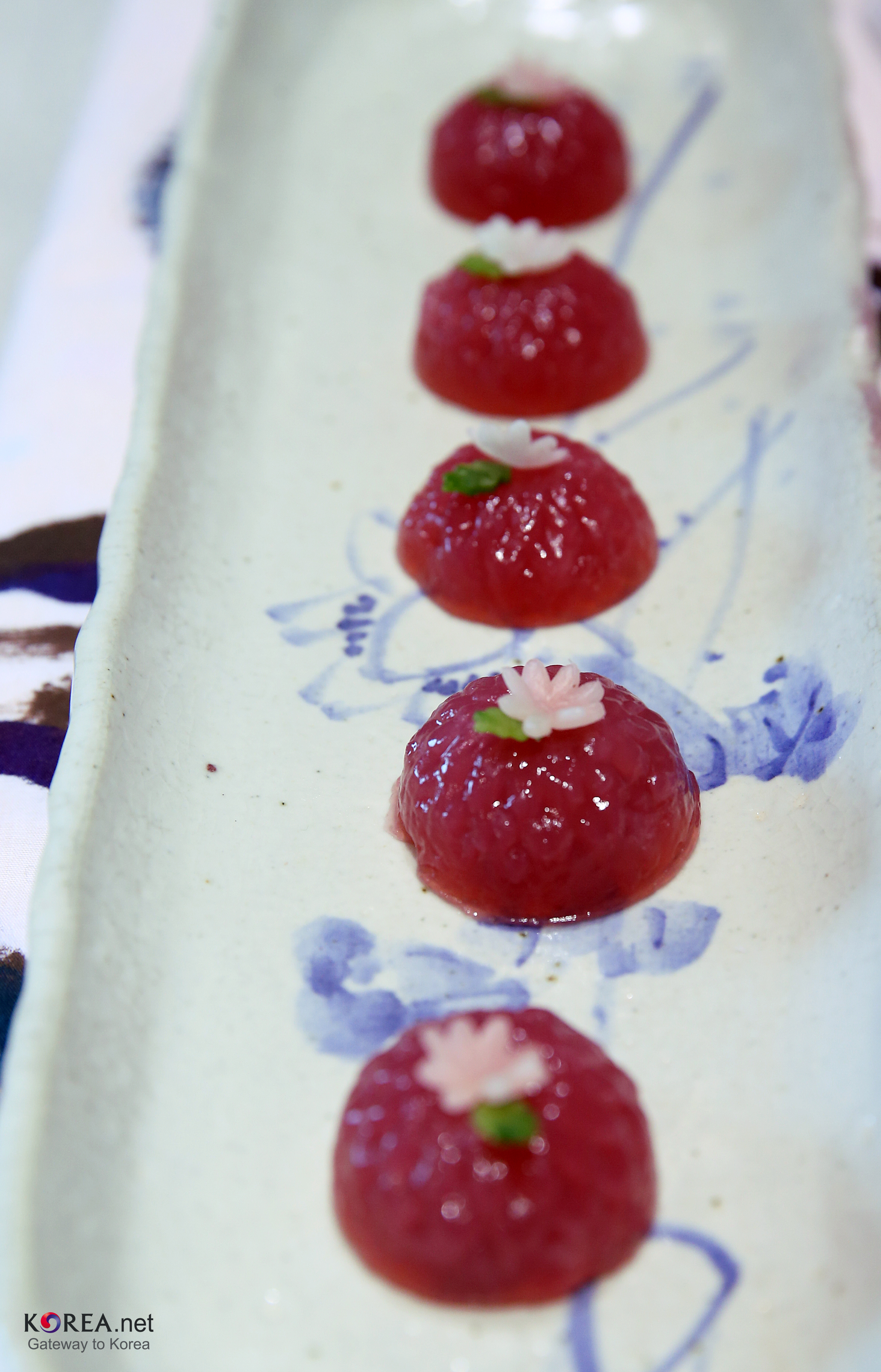
과편

궁중에서 즐겼던 한과로서 과편은 각국 정상의 만찬 때 오르는 대한민국의 전통 과자이며 꼭 과일 뿐만 아니라 호박으로도 만든다. 과편을 만들 때는 꽃 모양이나 예쁜 모양으로 모양을 내서 올려놓는 것이 보통이다.
서양의 젤리나 푸딩 류와 유사하다.